# Evento (teoria della probabilità)
Nella teoria della probabilità, un evento è un insieme di risultati (un sottoinsieme dello spazio campionario) al quale viene assegnata una certa probabilità che accadano. In prima approssimazione, qualsiasi sottoinsieme dello spazio campionario è un evento (per esempio tutti gli elementi dell'insieme delle parti di uno spazio campionario di cardinalità finita sono eventi), ma quando si definisce uno spazio di probabilità è spesso opportuno o necessario limitarsi ad una famiglia di sottoinsiemi dello spazio campionario tale da costituire una σ-algebra.

## Descrizione
Un'altra definizione, meno formale ma più intuitiva, indica come evento "una qualsiasi affermazione a cui, a seguito di un esperimento o di un'osservazione, si possa assegnare univocamente un grado di verità ben definito." Tale definizione è ovviamente compatibile con la precedente nel senso che una volta assegnata una σ-algebra potenzialmente ogni evento può essere descritto con una frase (banalmente, {\displaystyle A\cup B} equivale a "Accade A o B"), mentre data una frase si può costruire una opportuna sigma algebra che contenga un suo evento equivalente, scomponendo la frase nei suoi enunciati costitutivi: da "Oggi starò male e pioverà" si considerano i nuclei "starò male" e "pioverà" e si genera la classe {∅, "starò male", "pioverà", "starò male e pioverà" "starò male o pioverà"}.

### Evento elementare
Un evento elementare {\displaystyle \omega } è uno dei possibili esiti di un esperimento.

### Eventi incompatibili
Due eventi (due proposizioni) si dicono mutuamente esclusivi o incompatibili se non possono essere contemporaneamente veri, cioè se {\displaystyle E\cap F=\emptyset }. Una collezione di eventi E1, ..., En si dice mutuamente esclusiva se tutte le possibili coppie di eventi sono tra loro incompatibili, cioè per ogni i, j, tali che i è diverso da j, {\displaystyle E_{i}\cap E_{j}=\emptyset }.

### Eventi necessari
Due eventi si dicono necessari o esaustivi se almeno uno dei due deve essere vero, cioè {\displaystyle E\cup F=\Omega } (dove Ω è l'evento certo). Similmente si dà la definizione per una collezione di eventi.

### Partizioni dello spazio campionario
Una partizione dello spazio campionario è formata da eventi incompatibili e necessari.

### Eventi indipendenti
Due o più eventi si dicono indipendenti se la probabilità della loro intersezione è uguale al prodotto delle singole probabilità.

### Eventi dipendenti
Due o più eventi si dicono dipendenti se la probabilità dell'intersezione è differente dal prodotto delle singole probabilità.

## Esempio
Se riuniamo un mazzo di 52 carte da gioco e due jolly, ed estraiamo una singola carta dal mazzo, allora lo spazio campionario è un insieme di 54 elementi perché ogni carta individualmente è un possibile risultato. Un evento, invece, è qualsiasi sottoinsieme dello spazio campionario, incluso qualsiasi insieme a singolo elemento (un evento elementare, di cui ce ne sono 54, rappresentante le 54 possibili carte che si possono estrarre dal mazzo), l'insieme vuoto (che ha probabilità pari a 0) e l'intero insieme di 54 carte, lo spazio campionario stesso (che ha probabilità pari a 1). Altri eventi sono sottoinsiemi propri dello spazio campionario che contiene elementi multipli. Quindi, per esempio, eventi potenziali includono:
- "Rosso e nero insieme ma non jolly" (0 elementi).
- "Il 5 di cuori" (1 elemento).
- "Un Re" (4 elementi).
- "Una carta di picche" (13 elementi).
- "Una carta" (54 elementi).

Dato che tutti gli eventi sono insiemi, di solito sono rappresentati graficamente usando i diagrammi di Eulero-Venn, che risultano particolarmente utili perché la probabilità di un evento è pari al rapporto tra l'area dell'evento e l'area dello spazio campionario. Ognuno degli assiomi della probabilità e la definizione di probabilità condizionata possono essere rappresentati in questo modo.